# Front (revista japonesa)
Front (estilizado como FRONT) foi uma revista japonesa de fotografia que exaltava os feitos dos soldados japoneses na Segunda Guerra Mundial entre 1942 e 1945.

## Origem e características
Criada em 1942, a revista se inspirava no modelo da SSSR na Stroike, uma publicação soviética de propaganda. Com edições em quinze idiomas, a revista circulava pelos países da Esfera de Co-Prosperidade da Grande Ásia Oriental, um projeto expansionista do Japão. A revista tinha um formato grande e usava fotos e fotomontagens para influenciar a opinião pública. Ihei Kimura e Hiroshi Hamaya foram os principais fotógrafos e editores da revista, que encerrou suas atividades em 1945.